# Howard Morris

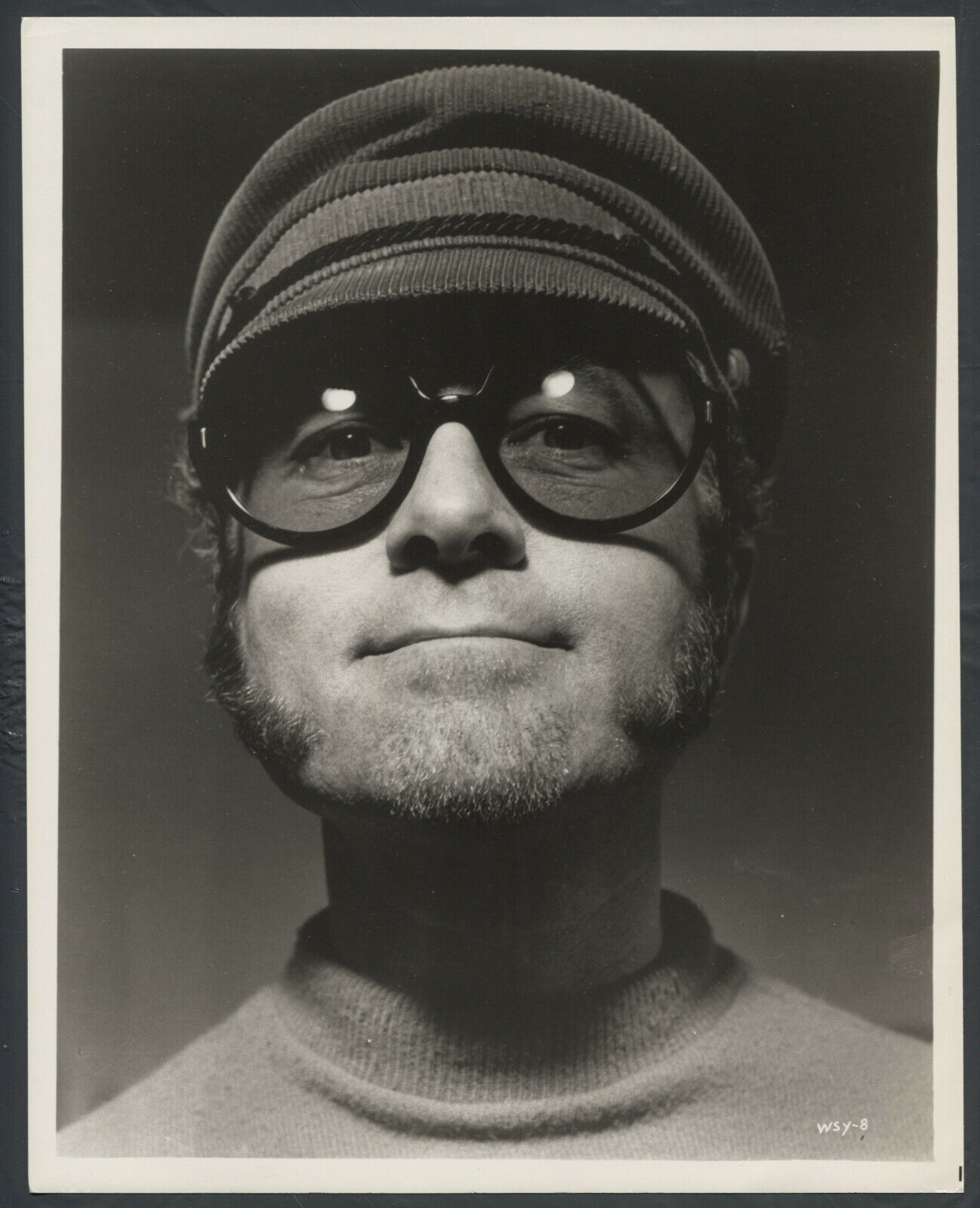
Howard Morris in 1968

Howard Morris(ook wel bekend als Howie Morris) was een Amerikaanse (stem) acteur. 

## Biografie
Tijdens de Tweede Wereldoorlog was Morris actief voor de United States Army Special Services. Hij werd later vooral bekend van zijn personage Ernest T. Bass in The Andy Griffith Show.  Ook was hij stemacteur in Winnie the Pooh(als Gopher), Garfield and Friends en programma's van Hanna-Barbera. Morris was tweemaal getrouwd, eenmaal met Mary Helen McGowan en eenmaal met Dolores A. Wylie. Hij had 4 kinderen. Na zijn dood werd Morris begraven op de joodse begraafplaats Hillside Memorial Park and Mortuary. 